# Almtaler Sonnenuhr

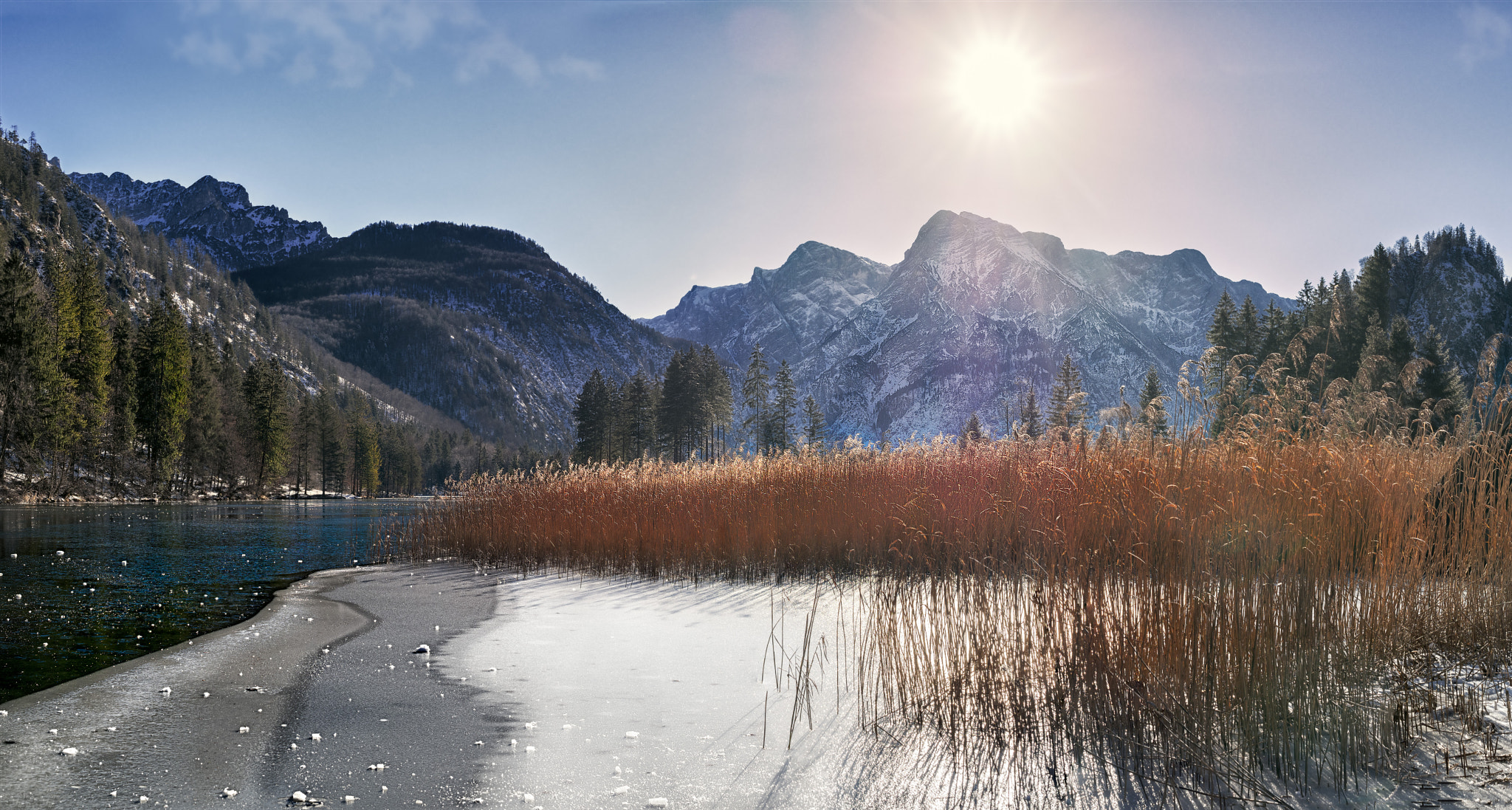
Der Almsee mit der Almtaler Sonnenuhr, von links nach rechts Neuner, Zehner, Elfer, Zwölfer und Einser. Es ist kurz nach 12 Uhr

Als Almtaler Sonnenuhr wird eine Reihenfolge von Gipfeln im nördlichen Toten Gebirge bezeichnet. Neunerkogel 1900 m ü. A., Zehnerkogel 1929 m ü. A., Elferkogel 2040 m ü. A., Zwölferlkogel 2099 m ü. A. und Einserkogel 1945 m ü. A. fallen mit steilen Wänden ins Almtal ab und dienten den ansässigen Bauern als natürliche Sonnenuhr. Zur Mittagsstunde steht die Sonne über dem Zwölferkogel. Auf die Gipfel der Almtaler Sonnenuhr führen keine markierten Anstiege und sie werden touristisch sehr selten besucht. Auf den Gipfeln befindet sich jeweils ein kleines Gipfelkreuz.